# Акулова Ірина Григорівна
Ірина Григорівна Акулова (рос. Акулова Ирина Григорьевна; нар. 8 червня 1951) — радянська і російська акторка театру і кіно. Заслужена артистка РРФСР (1986).

## Біографія
Ірина Акулова народилася 8 червня 1951 року в місті Кінешма Івановської області в сім'ї провінційних артистів Григорія та Ніни Акулових. За перші сімнадцять років життя разом з батьками змінила сім міст.
Закінчивши школу в м. Стерлітамаку, поїхала до Москви й відразу вступила до Школи-студії МХАТ на курс Павла Массальского.
Дебютувала в 1971 році у виставі «Валентин і Валентина» театру «Современник». Цей спектакль називали «святом дебютів». Для драматурга Михайла Рощина, для постановника Валерія Фокіна, для виконавців головних ролей Костянтина Райкіна та Ірини Акулової, — для всіх це був перший справжній спектакль..
В «Современнике» пропрацювала недовго, і в 1974 році Олег Єфремов взяв її до складу трупи МХАТу без додаткового прослуховування. За час роботи в театрі Ірина Акулова зіграла 49 головних і заголовних ролей. Після поділу МХАТу в 1987 році перейшла до частини трупи під керівництвом Тетяни Дороніної, через розбіжності з якими покинула театр у 1993 році. Також перестала зніматися в кіно, деякий час продовжувала працювати на озвучування іноземних фільмів.
У 1970-1980-х роках Ірина Акулова багато працювала на радіо, брала участь у радіопостановках (Маргарита в «Дамі з камеліями» Александра Дюма-сина, Флоранс в «Пастці для самотнього чоловіка» Робера Тома та багатьох інших), виконувала вірші, читала прозу.

### Особисте життя
Ірина Акулова тричі була одружена.
З першим чоловіком В'ячеславом Жолобовим познайомилася на першому курсі школи-студії МХАТ. В 1972 році народила сина Дмитра, незабаром шлюб розпався.
З актором МХАТу Петром Смидовичем (онуком Петра Смидовича) прожила близько трьох років.
Шлюб з Миколою Пузирьовим також закінчився розлученням.
У 1993 році на заощадження придбала половину приватного будинку в рідному місті Кінешма.
Зараз Ірина Акулова вийшла на пенсію, живе одна, в КинешмеіІвановської області.

## Ролі в театрі
«Сучасник»
- 1971 — «Валентин і Валентина» Михайла Рощина (режисер Валерій Фокін) — Валентина

МХАТ СРСР імені М. Горького
- 1974 — «Останні дні (Пушкін)» Михайла Булгакова (реж. Віктор Станицин) — Наталія Пушкіна
- 1975 — «Ешелон» Михайла Рощина (реж. Анатолій Ефрос)
- 1980 — «Чайка» Антона Чехова (реж. Олег Єфремов) — Ніна Зарічна
- 1981 — «Шлях» Олександра Ремеза (реж. Валерій Саркісов) — Марія Олександрівна
- 1982 — «Вагончик» Ніни Павлової (реж. Кама Гінкас) — Ліля
- 1985 — «Юристи» Рольфа Хоххута — Христина (Тіна)
- 1986 — «Тамада» Олександра Галіна (реж. К. Гінкас) — Ліза
- 1987 — «Останні» Максима Горького (постановка Володимира Салюка та Ігоря Васильєва, керівник постановки Олег Єфремов) — Надія

МХАТ імені М. Горького
- 1987 — «Валентин і Валентина» Михайла Рощина — Женя
- 1987 — «На дні» Максима Горького (постановка Костянтина Станіславського і Володимира Немировича-Данченка, відновлення Т. Дороніної) — Наташа
- 1987 — «Три сестри» Антона Чехова (постановка Вл. В. Немировича-Данченка, відновлення Т. Дороніною і Л. Губанова) — Наталія Іванівна
- 1988 — «Дорога до Мекки» Атола Фугарда (постановка А. Азаревича) — Ельза
- 1988 — «Прощання з Матьорою» В. Г. Распутіна (постановка А. Борисова) — Віра

## Фільмографія
| Рік  |    | Назва                                                       | Роль                                           |    |
| ---- | -- | ----------------------------------------------------------- | ---------------------------------------------- | -- |
| 1970 | тф | Панночка-селянка                                            |                                                | ру |
| 1971 | ф  | Офіцер запасу                                               | Віоріка                                        | ру |
| 1973 | ф  | Двері без замка                                             | доярка Настя                                   | ру |
| 1974 | ф  | Блокада: Фільм 1: Лужський кордон, Пулковський меридіан     | Віра Корольова                                 | ру |
| 1976 | тф | В одному мікрорайоні                                        | Ірина Агашина                                  | ру |
| 1976 | тф | Якщо я полюблю...                                           | Шура                                           | ру |
| 1976 | ф  | Розіграш                                                    | вчителька                                      | ру |
| 1977 | ф  | Особистої безпеки не гарантую                               | Міла                                           | ру |
| 1977 | ф  | Відпустка, яка не відбулася                                 | Наташа, дружина Валерія                        | ру |
| 1978 | ф  | Біла мазурка                                                |                                                | ру |
| 1978 | тф | Три непогожих дні                                           | Валентина Василівна Прошина                    | ру |
| 1979 | ф  | Блокада: Фільм 2: Ленінградський метроном. Операція «Іскра» | Віра Корольова                                 | ру |
| 1979 | ф  | Екіпаж                                                      | Алевтина, дружина Ненарокова                   | ру |
| 1981 | тф | Цей фантастичний світ. Випуск п'ятий                        | Катрін                                         | ру |
| 1981 | ф  | Білий ворон                                                 | Рита                                           | ру |
| 1982 | ф  | Народився я в Сибіру                                        | Маріша                                         | ру |
| 1982 | тф | Формула пам'яті                                             | Олена Вартанян                                 | ру |
| 1983 | тф | Запобіжний захід                                            | Тетяна Чістухіна                               | ру |
| 1986 | тф | Шлях                                                        | Марія Олександрівна                            | ру |
| 1987 | ф  | Навколишнє середовище                                       | Наталя Борисівна                               | ру |
| 1991 | ф  | Темні алеї                                                  | мати Русі                                      | ру |
| 1992 | ф  | Генерал                                                     | Ніна Олександрівна Горбатова, дружина генерала | ру |
| 1992 | ф  | Я обіцяла, я піду                                           | Алевтина                                       | ру |
| 1993 | ф  | Загін «Д»                                                   | Світлана                                       | ру |

## Роботи на радіо
Радіопостановки
- 1972 — «Виправленому вірити» Петра Попогребського (реж. Петро Кулєшов) — Галя
- 1972 — «Намисто для моєї Серминаз» Абу Бакара (реж. Тетяна Заборовська) — Зухра слухати [Архівовано 27 червня 2012 у Wayback Machine.]
- 1972 — «Будиночок на околиці» Фазлідіна Мухаммадієва (реж. Дмитро Вурос) — Зарріна
- 1972 — «Третій бігун» Дйордя Шоша (реж. Фрідеш Мартон) — Розика
- 1974 — «З племені Кедра» Олександра Шелудякова (реж. Еміль Верник) — Студентка Маша Уварова
- 1977 — «Ті, хто внизу» Маріано Асуела (реж. Марина Турчинович) — Каміла
- 1977 — «Цвіркун на печі» за повістями Чарлза Діккенса (реж. Віра Дубовська) — Подруга Крошки слухати [Архівовано 3 квітня 2019 у Wayback Machine.]
- 1981 — «Сказання про Таріела» за поемою Шота Руставелі (реж. Олексій Соловйов) — Тінатін
- 1981 — «Полтава» Олександра Пушкіна (реж. Віра Дубовська) — Марія Кочубей слухати [Архівовано 16 травня 2013 у Wayback Machine.]
- 1982 — «Ми жили по сусідству» Миколи Лирчикова (реж. Володимир Романичов) — Валя слухати [Архівовано 3 квітня 2019 у Wayback Machine.]
- 1983 — «Служили два товариша» М. Романова — Любаша слухати [Архівовано 3 квітня 2019 у Wayback Machine.]
- 1983 — «Біла церква» Йона Друце (реж. Олексій Соловйов) слухати [Архівовано 3 квітня 2019 у Wayback Machine.]
- 1984 — «Юність командирів» Юрія Бондарєва (реж. Юрій Маркелов) — Валя
- 1984 — «Пульс землі» Машраба Бабаєва (реж. Олексій Соловйов) — Дружина Джабарова
- 1984 — «Розмова з нащадками» Омара Хаяма (реж. Марина Турчинович) — Ельпі слухати [Архівовано 3 квітня 2019 у Wayback Machine.]
- 1985 — «Їх імена забутися не повинні» Людмили Зельманової (реж. Володимир Малков) — Олександра Муравйова
- 1985 — «Зупинка: Берлін» Алана Віннінгтона (реж. Віра Дубовська) — Мері Вайнер
- 1985 — «Міста і роки» Костянтина Федіна (реж. Еміль Верник) — Марі
- 1988 — «І весна, і осінь» Миколи Коняєва (реж. Володимир Хлестов) — Валентина
- 1988 — «Тут, а не там, там, а не тут» Руді Штраль (реж. Анатолій Юнніков) — Ганна слухати [Архівовано 3 квітня 2019 у Wayback Machine.]
- 1988 — «Сільські розмови начистоту» Олега Приходька (реж. Марія Попова) — Ніка
- 1988 — «Теорія професора Манцева» В. Костіна (реж. Віра Токарєва) — Зоя
- 1988 — «Пастка» Робера Тома (реж. Анатолій Юнніков) — Флоранс слухати [Архівовано 3 квітня 2019 у Wayback Machine.]
- 1989 — «Суєта, або Формула номер один» Леоніда Ліходєєва (реж. Анатолій Юнніков) — Зінаїда
- 1989 — «Кохав, страждав, жив…» Еміля Котлярського (реж. Еміль Верник) — Беттіна
- 1989 — «Березневі Іди або хроніка безсмертя» Бориса Туліна (реж. Попова Марія)
- 1989 — «Дама з камеліями» А. Дюма (сина) (реж. Еміль Верник) — Маргарита Готьє слухати [Архівовано 3 квітня 2019 у Wayback Machine.]
- 1989 — «Жінка і НТР» Сергія Залигіна (реж. Анатолій Юнніков) — Надія
- 1989 — «Одна ніч» Бориса Горбатова (реж. Борис Дубінін) — Соня
- 1990 — «Генерали в спідницях» Жана Ануй (реж. Анатолій Юнніков) — Ада слухати [Архівовано 3 квітня 2019 у Wayback Machine.]
- 1990 — «Варенька Олесова» Максима Горького
- 1990 — «Кер-огли» Азербайджанський народний епос (реж. Віктор Кузнецов)
- 1991 — «За закритими дверима» Жан-Поль Сартра (реж. Анатолій Юнніков) — Інес слухати [Архівовано 24 червня 2018 у Wayback Machine.]
- 1991 — «Будденброки. Історія загибелі одного сімейства» Томаса Манна (реж. Еміль Верник) — Тоні.

Радіопередачі
- 1974 — Клуб знаменитих капітанів. Зустріч 95-та. Поштовий рейс. «1002-га ніч Шахразади» (реж. Тетяна Сапожнікова) — Шахразада
- 1984 — Земля, вклонися людині. До 50-річчя з дня народження Юрія Гагаріна
- 1985 — У родині єдиній. Вірші радянських поетів.

Читання поезії
- 1987 — Вірші Белли Ахмадуліної: «Ніч падіня яблук», «Глибокий ніжний сад, впадає в Оку…», «Ні слова про кохання! Але я про неї ні слова…», «Сутеніє о п'ятій годині, а до п'яти…», «Непослух речей», «Забутий м'яч»
- 1992 — Вірші Мірварід Дільбазі: «Курд Овшари», «Поклич мене». «Останній сніг», «Ти радість взяв…», «Там, де…», «Наша дружба», «Южанка», «Стати стрижачкою, що світиться, ало…», «Я — немов пелюстка маку…», «Ластівчині краю», «Осінь», «Мугань», «Баяти про кохання і вірності».

Читання прози
- 1978 — «Війна і мир» сторінок роману Лева Толстого
- 1981 — «Щастя» розповідь Івана Буніна
- 1984 — «Рославлев» повість А. Олександра Пушкіна слухати [Архівовано 3 квітня 2019 у Wayback Machine.]
- «Малятко» розповідь Костянтина Симонова слухати [Архівовано 3 квітня 2019 у Wayback Machine.].

## Роботи в озвучуванні
| Назва та рік виходу фільму                       | Роль                        | Акторка                            | Студія дубляжу                   | Рік  |
| ------------------------------------------------ | --------------------------- | ---------------------------------- | -------------------------------- | ---- |
| Гола любов (1981)                                | Клер                        | Марлен Жобер                       | Кіностудія імені М. Горького     | 1987 |
| Берег правий, берег лівий (1984)                 | Александра Вернакіс         | Наталі Бай                         | Кіностудія імені М. Горького     | 1988 |
| Довга розлука (1985)                             | Сундарі                     | Надія Моїду                        | Кіностудія імені О. Довженко     | 1988 |
| Легенда про білого дракона (1986)                | Ведьма Альта                | Ді Воллес-Стоун                    | Кіностудія імені М. Горького     | 1989 |
| Закоханий чоловік (1987)                         | Сьюзен Елліот               | Джеймі Лі Кертіс                   | Кіностудія імені М. Горького     | 1989 |
| Жага помсти (1988)                               | Нандіні                     | Сону Валія                         | Кіностудія імені М. Горького     | 1990 |
| Герой Хіралал (1988)                             | Сітара Деві                 | Діпа Сахі                          | Кіностудія імені М. Горького     | 1990 |
| Засуджений (1989)                                | Яшода Бозе                  | Нутан                              | Союзмультфільм                   | 1991 |
| Хижак 2 (1990)                                   | Леона Кантрелл              | Марія Кончіта Алонсо               | Кіностудія імені М. Горького     | 1993 |
| Список Шиндлера (1993)                           | Емілія Шиндлер              | Керолайн Гудолл                    | Мосфільм                         | 1994 |
| Бетмен (1989)                                    | Алісія Хант                 | Джеррі Голл                        | Варус Відео                      | 1994 |
| Кучерявка Сью (1991)                             | Грей Еллісон                | Келлі Лінч                         | Варус Відео                      | 1994 |
| Танго і Кеш (1989)                               | Прокурор                    | Сьюзен Кребс                       | Варус Відео                      | 1994 |
| Поліцейська академія 3: Знову до академії (1986) | курсант Карен Адамс         | Шоун Везерлі                       | Варус Відео                      | 1994 |
| Над законом (1988)                               | Долорес                     | Пем Грієр                          | Варус Відео                      | 1994 |
| Гремліни (1984)                                  | Руби Дигл                   | Поллі Голлідей                     | Варус Відео                      | 1994 |
| Віруючі (1987)                                   | Джессіка                    | Хелен Шейвер                       | Варус Відео                      | 1994 |
| Я люблю тебе до смерті (1990)                    | Розалі                      | Трейсі Вуллмен                     | Варус Відео                      | 1994 |
| Сцени в магазині (1991)                          | Дебора Файфер               | Бетт Мідлер                        | Варус Відео                      | 1994 |
| Бонні і Клайд (1967)                             | Вілма Девіс                 | Еванс Еванс                        | Варус іидео                      | 1994 |
| Справа пеліканів (1993)                          |                             |                                    | Варус Відео                      | 1994 |
| Без копійки в Беверлі Гіллз (1986)               | Барбара Вайтмен             | Бетт Мідлер                        | СВ-Дубль                         | 1994 |
| Величезні статки (1987)                          | Сенді Брозінські            | Бетт Мідлер                        | ТГ СРД (на замовлення ВДТРК)     | 1995 |
| Безстрашний (1993)                               |                             |                                    | Варус Відео                      | 1995 |
| Старі буркотуни (1993)                           | медсестра                   | Ізабелл Монк                       | Варус Відео                      | 1995 |
| Старі буркотуни розбушувалися (1995)             | Марія                       | Софі Лорен                         | Варус Відео                      | 1995 |
| Новачок (1990)                                   | Лайсел                      | Соня Брага                         | Варус Відео                      | 1995 |
| Інтерв'ю з вампіром (1994)                       | Покоївка , дівчина в сквері | Белліна Логан, Жанетт Контомітра   | Варус Відео                      | 1995 |
| Фатерлянд (1994)                                 | Чарлі Магуайр               | Міранда Річардсон                  | Варус Відео                      | 1995 |
| Три аміго (1986)                                 | Кармен                      | Патріса Мартінес                   | Варус Відео                      | 1995 |
| Вампіри Беверлі-Гіллз (1988)                     | мадам Кассандра             | Брітт Екланд                       | Варус Видео                      | 1995 |
| Сьоме знамення (1988)                            | Маргарет                    | Чі Гарлінгтон                      | Варус Відео                      | 1995 |
| Шанси є (1989)                                   | Корін Джеффріс              | Сібілл Шеперд                      | Варус Відео                      | 1995 |
| Останній з найкращих (1990)                      | Лінда Делі, Аніта Джонс     | Деборра-Лі Фернесс, Мішель Літтл   | Варус Відео                      | 1995 |
| Ілюзія вбивства 2 (1991)                         | Ліз Кеннеді                 | Джоанна Глісон                     | Варус Відео                      | 1995 |
| Внутрішній космос (1987)                         | Маргарет Кенкер             | Фіони Льюіс                        | Варус Відео                      | 1995 |
| Ім'я йому Смерть (1985)                          | Сара Вілер                  | Керрі Снодгресс                    | Варус Відео                      | 1995 |
| Вайетт Ерп (1994)                                | Елі Ерп, Кейт Елдер         | Кетрін О'Хара, Ізабелла Росселліні | Варус Відео                      | 1995 |
| Знедолені (1995)                                 | Еліза                       | Алессандра Мартінес                | Варус Відео                      | 1996 |
| Великий бізнес (1988)                            | Седі Ратліфф / Седі Шелтон  | Бетт Мідлер                        | СВ-Дубль                         | 1996 |
| Голлівудські дружини (1985)                      | Елейн Конті , Монтана Грей  | Кендіс Берген, Стефані Паверс      | СВ-Дубль                         | 1997 |
| Вавилон 5: Зустрічі (1993)                       | Деленн                      | Міра Фурлан                        | Варус Відео                      | 1997 |
| Закадровий переклад                              |                             |                                    |                                  |      |
| Аромат кохання Фанфан (1993)                     | Всі жіночі ролі             |                                    | Кіностудія імені М. Горького     | 1993 |
| Прощання (1988)                                  | Всі жіночі ролі             |                                    | Мосфільм                         | 1994 |
| Книги Просперо (1991)                            | Всі жіночі ролі             |                                    | Відеофільм (на замовлення «НТВ») | 1995 |
| Мультфільми та мультсеріали                      |                             |                                    |                                  |      |
| Чарівні дзвіночки (1987)                         | Дівчинка з золотим волоссям |                                    |                                  |      |
| Суниця під снігом (1994)                         | Мама                        |                                    |                                  |      |
| Блекстар (1981—1982)                             | Катана, Смарагдова жінка    |                                    | Варус-Відео                      | 1993 |
| Хі-Мен і володарі всесвіту (1983—1985)           | Королева Марлін             |                                    | Варус-Відео                      | 1993 |
| Чорний плащ (1991—1995)                          | Моргана МакАбр              |                                    | СВ-Дубль                         | 1993 |
| Дюймовочка (1994)                                | Мама                        |                                    | Варус-Відео                      | 1994 |
| Аладдін (1994—1995)                              | Міраж                       |                                    | СВ-Дубль                         | 1996 |

## Участь у передачах
- 1994 — «Простіше Простого». Телегра. Ведучий: Микола Фоменко. Телеканал «РТР»
- 2008 — «Невідома версія: Екіпаж». Документальна передача. Телеканал «СТБ»
- 2010 — «Екіпаж. Вогняний рейс. Як це було». Документальна передача. «Єдина Медіа Група» на замовлення телеканалу «Росія»
- 2011 — «Хай говорять». Ток-шоу. Ведучий: Андрій Малахов. «Перший канал»[9]
- 2011 — «Жіночий рід». Документальний цикл (12 серія). Автори: Сергій Майоров, Микита Лойк, Ірина Шихман. «Івд ПРОДАКШН» на замовлення «Новий канал»[10]
- 2015 — «Прямий ефір». Ток-шоу. Ведучий: Борис Корчевников. «Росія-1» (ефір 24 грудня 2015 року)
- 2015 — «Розкриваючи таємниці зірок». Документальна передача. «М-Продакшн» на замовлення телеканалу «Москва Довіра»
- 2016 — участь у передачі Юлії Меньшової «Наодинці з усіма», «Перший канал» (ефір 11 травня 2016 року)
- 2017 — «Зірки зійшлися». Ток-шоу. Провідні: Оскар Кучера і Лєра Кудрявцева. НТВ (ефір 12 листопада 2017 року)